# Аута
Аута (бел. Авута) — река в Глубокском и Миорском районах Витебской области, правый приток Дисны (бассейн Западной Двины). Длина реки — 47 км, площадь водосборного бассейна — 461 км². Среднегодовой расход воды в устье 2,9 м³/с. Средний наклон водной поверхности 1,5 %.
Вытекает из озера Подаута на окраине Свенцянских гряд, далее течёт по Полоцкой низменности. Основные притоки: Нехристь и Истянка (справа), Улинец (слева). Впадает в Дисну в 3 км к юго-западу от города Дисна незадолго до впадения самой Дисны в Западную Двину.
Долина трапециевидная, ширина 150—250 м. Пойма высокая, ширина 100—150 м. Русло слабоизвилистое, ширина 4-6 м в верховье, 8-10 м в нижнем течении. Около деревни Еловцы на реке плотина и пруд площадью 18,3 га.